# Oekonomishc-technische Flora Böhmens
Oekonomishc-technische Flora Böhmens (abreviado Oekon.-techn. Fl. Böhm.) es un libro con ilustraciones y descripciones botánicas que fue escrito conjuntamente por Philipp Maximilian Opiz, Friedrich von Berchtold y Franz Xaver Fieber. Fue publicado en Praga en tres volúmenes en los años 1836-1843 con el nombre Oekonomisch-technische Flora Böhmens / in ökonomisch-technischer Hinsicht bearb. von F. Grafen von Berchtold; in botanischer von Wenzel Benno Seidl.

## Publicación
- Volumen nº 1, part 1, p. [1]-261, Jan 1836, part 2, p.263-508, Dec 1836;
- Volumen nº 2(1): [ii-iii] [1]-297 [298-299 err.]. Aug-Sep 1838; 2(2): [ii-iii] [1]-278, [2, err.]. 1839;
- Volumen nº 3(1): [ii-v], 279-512. 1841; 3(2): [ii-v], [I]-LI, Die Kartoffeln, 1843; [i]-xvi, [1]-577, errata on p. 3 cover, 2 pl. 1843 [preprint Kartoffeln 1842]